# Hong Kong Fire Services Department
Das Hong Kong Fire Services Department, kurz HKFSD (chinesisch 香港消防處 / 香港消防处) ist die für die Stadt Hongkong zuständige Berufsfeuerwehr. Zu den Aufgaben des HKFSD gehören Brandbekämpfung, Technische Hilfeleistung und Notfallrettung an Land und zur See.

## Geschichte
Seit 1846 wurde der Brandschutz in Hongkong staatlich organisiert und unterstand der Hong Kong Police Force (HKPF). Eine eigenständige Berufsfeuerwehr wurde mit der Gründung des Hong Kong Fire Service am 9. Mai 1868 ins Leben gerufen. Diese unterstand organisatorisch aber weiterhin der HKPF. Erster Leiter der Feuerwehr war Charles May. Ihm unterstanden 61 Berufsfeuerwehrleute und etwa 100 freiwillige Helfer. Bis 1922 war die Zahl der hauptamtlichen Kräfte auf 174 angestiegen, der Hauptlast der Brandbekämpfung lag aber weiterhin bei einer Vielzahl freiwilliger Feuerwehrleute. Im Zweiten Weltkrieg verlor die Berufsfeuerwehr eine Vielzahl Kräfte und zudem wurde unter der japanischen Besatzung Ausrüstung nach Japan verschifft. Diese wurde erst nach dem Krieg zurückgegeben.

“It shall be lawful for the Governor to select from the Police and any others volunteering for the duty a force to whom shall be entrusted the duty of extinguishing fire and protecting lives and properties in case of fire within this colony and to furnish the said force with such fire engines, hoses, accoutrements, tools and complements may be necessary for complete equipment for the said force or conducive to the efficient performance of their duties. The Force of Firemen established under this ordinance shall be called the Hong Kong Fire Brigade and shall be under the command of an officer to be called the Superintendent of the Hong Kong Fire Brigade …”

Bis 1956 wurde weiteres Personal eingestellt und Wachen gebaut, jedoch konnte der Brandschutz nicht ausreichend sichergestellt werden, da die Stadt weitaus schneller wuchs. Dies hatte 1960 eine Untersuchung durch David Trench (späterer Gouverneur von Hongkong) zum Anlass. Der von ihm ausgearbeitete Trench Report führte zu einer weitreichenden Reorganisation der Berufsfeuerwehr. Zudem wurde sie in Hong Kong Fire Services Department umbenannt. Ziel der Reorganisation war das Ziel, innerhalb von 6 Minuten am Notfallort einzutreffen. Dieses Ziel gilt auch heute noch.

## Aufgaben
Das Hong Kong Fire Services Department ist für die Brandbekämpfung und den Schutz von Leben, Umwelt und Sachwerten bei Bränden und anderen Gefahren verantwortlich. Dazu zählt auch der vorbeugende Brandschutz und das Durchsetzen von Brandschutzvorschriften. Zudem gehört die Brandschutzerziehung und Präventionsarbeit zum Aufgabengebiet der Feuerwehr.
Als Besonderheit für eine Feuerwehr nach britischem Vorbild gehört seit 1953 zudem der Rettungsdienst zum Aufgabengebiet. So ist die Feuerwehr für die Versorgung von Verletzten und deren Transport zum Krankenhaus verantwortlich.

## Organisation
Das Fire Service Department wird vom Leiter der Feuerwehr (Director of Fire Services) geleitet, der von 17 leitenden Beamten unterstützt wird. Das weitere Department gliedert sich in acht Abteilungen mit spezifischem Aufgabengebiet:
1. Operational Fire Command Hong Kong:
Verantwortlich für die Brandbekämpfung in Hongkong und auf See. Zudem gehört die regelmäßige Kontrolle von Brandbekämpfungseinrichtungen in Gebäuden und Betrieben zum Aufgabengebiet.
2. Operational Fire Command Kowloon:
Verantwortlich für das Einsatzgebiet Kowloon.
3. Operational Fire Command New Territories :
Verantwortlich für „ländliche“ Einsatzgebiete (New Territories) außerhalb der städtischen Insel Hongkongs und Halbinsel Kowloons. Hier gilt die Eintreffzeit von sechs Minuten nicht.
4. Fire Safety Command und Licensing and Certification Command:
Dieses ist unter anderem für die Erstellung von Brandschutzkonzepten, Kontrolle und Durchsetzung von Brandschutzauflagen, Erarbeitung von Brandschutzvorschriften und weiteren Aufgaben im vorbeugenden Brandschutz betraut.
5. Ambulance Command:
Organisiert und führt den Rettungsdienst durch. Zudem werden Krankentransporte zwischen den Krankenhäusern abgewickelt.
6. Headquarters Command:
Dieses kümmert sich um die Ausarbeitung von Dienstanweisungen und unterstützt die verschiedenen Einheiten des FSD organisatorisch. Zudem übernimmt es Führungsaufgaben bei operativ aufwändigen Einsatzlagen.
7. Administration Division:
Ist mit generellen administrativen Aufgaben und der Personalverwaltung betraut.

## Ausrüstung

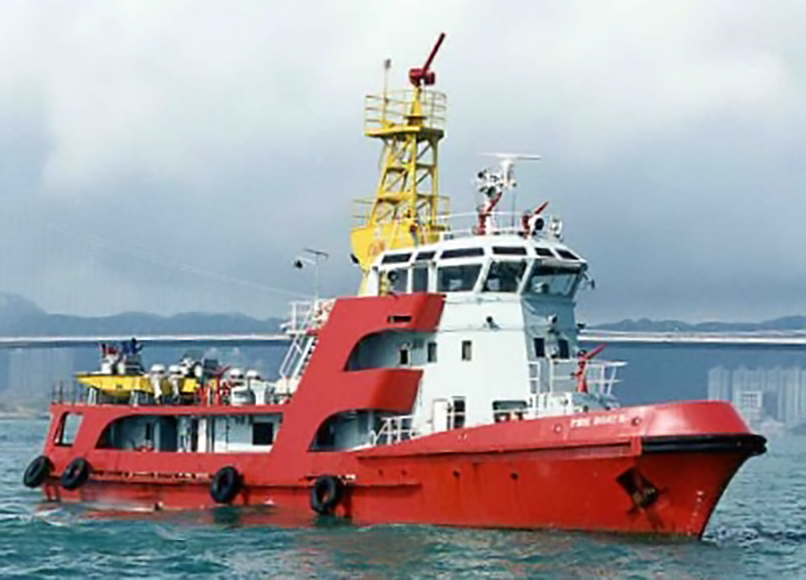
Löschboot des HKFSD, 2015

Ausbildung und Ausrüstung der Feuerwehr orientierten sich am System Großbritanniens. Durch die hohe Bevölkerungsdichte Hongkongs und die damit verbundene Vielzahl an Hochhäusern über 20 Stockwerken ist die Feuerwehr besonders befördert und verfügt über modernste Ausrüstung. Diese umfasst verschiedenste Löschgruppenfahrzeuge und Rüstwagen, sowie Drehleitern, Hubrettungsfahrzeugen und Sonderfahrzeugen.
Für die Schiffsbrandbekämpfung werden zudem verschiedene Feuerlöschboote unterhalten.

## Rezeption (Auswahl)
Das Fire Services Department wurde bereits in verschiedenen Medien wie Fernsehserien oder Filmen Hongkongs porträtiert:
- Burning Flame – Eine Serie der Television Broadcasts Limited von 1998
- Burning Flame II – Fortsetzung der Serie in 2002
- Burning Flame III – Weitere Fortsetzung der Serie in 2009
- Lifeline – Ein Film über die Ausbildung beim FDS von 1997
- F.S.D. – Eine Serie von Radio Television Hong Kong in 2010